# 福昕阅读器
福昕阅读器（Foxit PDF Reader，也称为Foxit Reader）是一款多语言免费的PDF查看工具，可以用于创建、查看、数字签名和打印PDF文件。福昕阅读器由中国福州的福昕软件公司开发。早期版本以启动迅速和软件体积小巧著称。3.0版本开始就与Adobe Reader进行对比。有另外提供企业版，需要与相应账户绑定。

## 争议
曾经附带安装一些不需要的额外软件，例如Ask Toolbar和OpenCandy，后者还会附带一个浏览器劫持程序Conduit。
2014年6月，互联网风暴中心发表报告，称即使用户选择了退出数据收集计划，其iPhone版本仍会将未加密的遥测数据传输到位于中国的服务器中。
9.7.2版本的Windows版本提供了一个虚拟打印机功能，用于通过打印方式生成PDF文件，直到2020年5月后的版本移除。因为Windows 10以上的Windows操作系统已经自带该功能。2021年6月9日，福昕软件表明将不会把PDF打印机随阅读器发行，并建议用户用户改用其PDF编辑器代替。

## 外部連結
- 官方网站：英文、繁體中文、簡體中文、日文、韓文